# Херменегилд
Херменегилд (на латински: Hermenegild; † 13 април 585 г. в Тарагона) е вестготски кралски син. В католическата и православната църкви е честван като мъченик (празник на 13 април).
Херменегилд е по-големият от двамата синове на вестготския крал Леовигилд от неговия първи брак с Теодосия, дъщеря на управителя на провинция Картаген. През 573 г. Леовигилд го издига с брат му Рекаред за съ-крал.
През 579 г. баща му го жени за православната Ингунда, дъщеря на франксия крал Сигиберт I и Брунхилда. Ингунда не желае да приеме арианството. Леовигил изпраща Херменегилд в Севиля, откъдето да управлява южната част на Западноготското кралство. С влиянието на епископ Леандър от Севиля Херменегилд става официално православен. През 579 г. Херменегилд въстава против баща си и се съюзява със свебите (в Северозападна Испания) и с византийците. Леовигилд две години се бие против него, през 583 г. обсажда Севиля. Херменегилд капитулира в началото на 584 г. Ингунда бяга със сина им Атанагилд във Византия. Тя умира в Африка, Атанагилд е заведен в Константинопол.
Херменегилд е затворен. През 585 г. Херменегилд е убит в затвора, вероятно понеже не желал да приеме отново арианството.
През 1586 г. Папа Сикст V разрешава честването на неговия култ в Испания по настояването на крал Филип II, негов голям поклонник.
Крал Фернандо VII от Испания създава 1815 г. Орден на Свети Херменегилд (Real y Militar Orden de San Hermenegildo).